# Zoológico Municipal de Fauna Sudamericana Noel Kempff Mercado
El Zoológico Municipal de Fauna Sudamericana Noel Kempff Mercado, se encuentra en la ciudad de Santa Cruz de la Sierra, Bolivia. Es el más importante en el país y en América del Sur, por la extensa biodiversidad de especies autóctonas, además, es una de las principales atracciones turísticas de la ciudad.
Su fundador fue el Prof. Noel Kempff Mercado, quien a principios de la década de 1960, tenía ya una carrera hecha como naturalista y creador del Jardín Botánico, situado a orillas del río Piraí. Como resultado concibió la idea de construir un zoológico dedicado exclusivamente a la fauna Sudamericana. También debe recordarse que, simultáneamente y como Director Municipal de Parques y Jardines, fue él quien inició el proceso de arborización urbana que ha dado a la ciudad un aspecto inconfundible.
A la entrada del zoológico, puede observarse una estatua del naturalista anteriormente mencionado, en la cual, su figura sujeta con sus manos varios animales, esta escultura se realizó en homenaje a la gran labor que llevó a cabo, por la conservación de la fauna y flora de América del Sur.

## Historia
En 1974 el Prof. Noel Kempff Mercado hizo un viaje a Europa durante el cual tuvo oportunidad de observar viejos y nuevos zoológicos. Poniendo en práctica su propia iniciativa, con recursos municipales escasos pero con amplio respaldo de la sociedad civil, pudo finalmente inaugurar el Zoológico Municipal Fauna Sudamericana el 19 de agosto de 1979, la colección inicial estaba compuesta aproximadamente por unas 20 especies y 150 individuos.
Debido al decomiso del comercio ilegal de especies y la destrucción de su hábitat por factores antrópicos, el zoológico se ha visto obligado a albergar a estos animales, esta situación ha derivado en el aumento de la colección con el pasar de los años considerablemente a 190 especies, contando con 30 especies de reptiles, 121 especies de aves y 40 especies de mamíferos.
El estado con el fin de regular las actividades con la fauna silvestre en su medio natural y aquella que está sujeta a semicautiverio y cautiverio han sido promulgadas dos Resoluciones Ministeriales la R.M. 049/00 del 8 de marzo de 2000, que pone en vigencia el Reglamento para la Conservación y Aprovechamiento del Lagarto (Caimán, yacaré) y la R.M. 065/00 del 17 de marzo del 2000 que pone en vigencia el Reglamento Nacional de Zoológicos.
En los años 2001 hasta el año 2003, se dio un periodo crítico para el Zoológico, a raíz de cambios internos y el manejo inadecuado de las especies, se cuestiona el rol funcional y social del Zoológico en la ciudad, vertiéndose opiniones diversas, desde su traslado afueras de la ciudad hasta las más radicales como la clausura del mismo.
A raíz de estas opiniones, en el año 2004, el Zoológico solicitó a la Fundación Zoológica de Cali y la Asociación Latinoamericana de Parques Zoológicos y Acuarios (ALPZA) que se realice una evaluación diagnòstica de la situación.
El informe final, indica que las fortalezas notables del Zoológico Municipal Fauna Sudamericana además de su ubicación estratégica del parque terreno y el personal con experiencia de manejo práctico de los animales, es la colección de fauna 99.9 % nativa. Las debilidades más notorias son la falta de un plan de captación de recursos y alta dependencia de taquilla, la ausencia de estructura básica de servicio para los visitante, la ausencia de un plan de manejo de residuos tanto sólidos como líquidos la ausencia de capacitación constante, profesionales en otras áreas de conocimientos y la existencia de un sindicato en el zoológico. Falta de equipos tecnológicos, de cocina y de laboratorio. También se hizo referencia a la no existencia de un Plan General de Manejo.
Dando parte correspondiente a los resultados del diagnóstico, el equipo técnico del Zoológico, tomo acciones para la realización del Plan Estratégico Funcional, detallando en el mismo todos los planes de acuerdo a las áreas de acción, que forma parte nuestra institución, pero, debido a constantes cambios de carácter político en el personal técnico-administrativo, se obstaculiza la coordinación y concretización del Plan Estratégico Funcional Quinquenal para el Zoológico Fauna Sudamericana.
En el año 2007, se inaugura el Acuario del Zoológico con 60 especies de peces en su mayoría nativas.

### Situación Legal
El Zoológico Municipal, es una Unidad Desconcentrada, dependiente del Gobierno Municipal de Santa Cruz de la Sierra, que estuvo bajo la supervisión de Dirección de Empresas Desconcentradas hasta el mes de septiembre del año 2007.
El Zoológico Municipal fue inaugurado el 5 de agosto de 1979 y abierto al público el 12 del mismo mes, bajo la Dirección del Profesor Noel Kempff Mercado, quien fue su promotor y ejecutor, creado mediante Resolución Municipal n.º 007/73 del 28 de marzo de 1973 durante la gestión del Sr. Alcalde Julio Prado Montaño.
De acuerdo a la Ordenanza Municipal n.º 414/2003 de fecha 1 de diciembre de 2003 se autoriza a la desconcentración administrativa del Zoológico Municipal de la Unidad Desconcentrada Zoológico Botánico Municipal debiendo adecuar su estructura orgánica, Manual de Funciones, Procedimientos y otros conforme a sus necesidades, dependiendo de sus ingresos propios a partir de la gestión 2004.

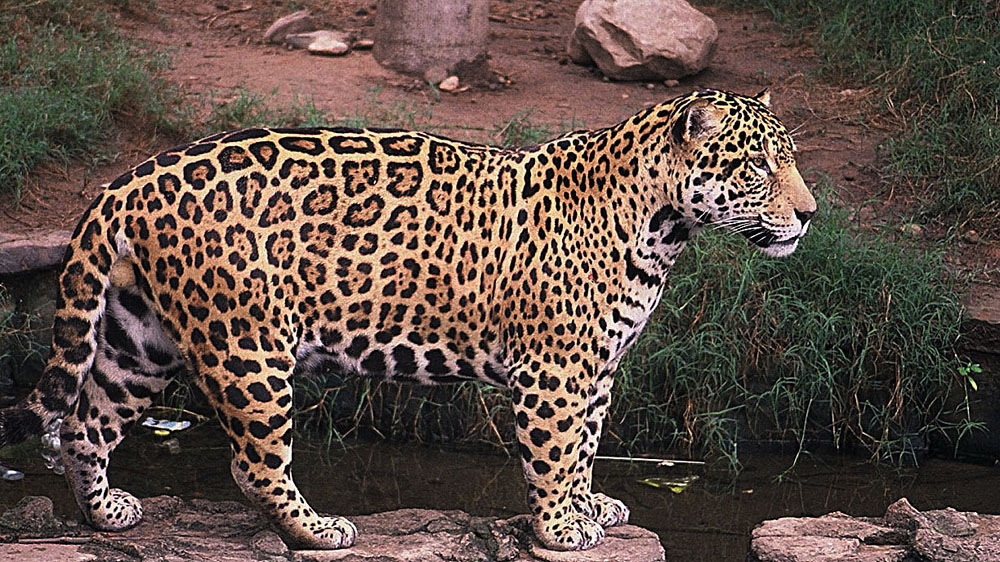
Jaguar en el Zoo Noel Kempff.

El Zoológico mantiene convenios de cooperación e intercambios con muchas instituciones similares, ONG’s, Instituciones Gubernamentales, etc. Coopera a los Zoológicos de otros departamentos. Se ha tomado parte activa en la redacción de una nueva ley de Biodiversidad por promulgarse, colabora a todas las Instituciones Conservacionistas, asiste a Congresos Internacionales de Zoología, se elaboran estudios de Etología Animal y se coopera a otros Centro Científicos así como a Universidades.

## Especies
Hasta 2018 el Zoológico Noel kempff contaba con 232 especies y 1800 individuos.